# Syangboche Lufthavn
Syangboche Lufthavn (IATA: SYH, ICAO: VNSB) er en grusbelagt landingsbane ved Namche Bazaar, Nepal.
Landingsbanen er den tætteste af sin slags på Mount Everest og Mount Everest Base Camp. Denne bliver dog ikke brugt af folk, der skal til Mount Everest, da dens høje beliggenhed anses for at være dårlig for akklimatisering. Typisk bliver den brugt til fragt af varer til Namche Bazaar.
Landingsbanen har ikke tilladelse til kommercielle operationer og har få faciliteter. Der er ingen faste flyvninger til lufthavnen. De fleste helikoptere og STOL-fly der lander, er chartret i Katmandu eller Lukla. Flyveturen fra Lukla til Syangboche tager mellem syv og 11 minutter med helikopter.